# Vuelo 2350 de Conviasa
El vuelo 2350 de Conviasa se precipitó a tierra en Ciudad Guayana, Venezuela, aproximadamente a las 10:20 de la mañana -hora local- del 13 de septiembre de 2010; específicamente sobre las instalaciones de SIDOR, dejando como saldo a 34 personas heridas y 17 fallecidas, sobreviviendo solamente una azafata por parte de la tripulación.
El avión, un ATR 42-320 de matrícula YV1010, cubría la ruta Porlamar-Ciudad Guayana, realizando un vuelo comercial, cuando se precipitó sobre las instalaciones de la Siderúrgica del Orinoco, a unas 6 millas de su destino programado, sin causar víctimas terrestres ni daños materiales de importancia a la empresa, ya que el siniestro ocurrió en un campo de desechos. La tripulación había informado al aeropuerto Manuel Carlos Piar de Ciudad Guayana sobre su próximo arribo cuando se encontraba a unas 10 millas de distancia, y esta había sido la última comunicación con la torre de control.
El capitán de la aeronave, había informado en su última transmisión que presentaba problemas para controlar la aeronave, por lo que las autoridades habían alertado a los equipos de rescate y socorro, quienes llegaron al lugar del accidente cinco minutos después del hecho. Posteriormente habría hecho planear el avión hasta un escampado, donde intentó aterrizar. El Secretario de Administración y Finanzas de la gobernación del estado Bolívar falleció en este accidente.
El ministro de Transporte y Comunicaciones, Francisco Garcés, anunció que la investigación sobre las causas del accidente sería realizada por la Junta Investigadora de Accidentes Aéreos, adscrita a su ministerio, junto con los fabricantes de la aeronave. El fabricante, el grupo europeo ATR, puso a disposición de la "junta todo su apoyo técnico", informó además que la aeronave había sido fabricada en 1994, y que ya acumulaba 25 mil horas de vuelo. El presidente de Venezuela Hugo Chávez declaró tres días de duelo nacional.
El 17 de septiembre de 2010, Conviasa suspendió temporalmente sus operaciones hasta el 1 de octubre de ese año, con el objetivo de realizar una "amplia auditoría técnica y evaluar los protocolos y procedimientos en uso". El día anterior a la toma de esta medida, el vuelo 2043 de Conviasa, con 97 pasajeros a bordo, emitió la señal mayday, y aterrizó de emergencia en el Aeropuerto Internacional de Maiquetía, cerca de Caracas, sin inconvenientes.

## Aeronave
La aeronave que tuvo el accidente fue un ATR 42-320 número de serie 1010, matrícula YV1010. Esta aeronave hizo su viaje inaugural en 1994. Este modelo cuenta con 2 motores  General y un alcance máximo de 1.611 kilómetros. El avión había tenido varias fallas anteriormente, por lo que fue llevado a reparar a una empresa no certificada en los Estados Unidos, reparación que tuvo un costo de 1.000.000 USD.

## Detalles del vuelo
La aeronave matrícula YV1010 despegó del Aeropuerto Internacional del Caribe Santiago Mariño el 13 de septiembre de 2010 a las 9:29 hora local, con un aterrizaje estimado al Aeropuerto Internacional Manuel Piar en Puerto Ordaz unos 45 minutos después del despegue. Subió inicialmente a nivel de vuelo (FL) 150. Y realiza su primer transmisión a Maiquetía. Transcurridos 20 minutos de vuelo, el avión se encuentra a 15.000 pies y a 70 millas del aeropuerto e inicia su descenso a Ciudad Guayana. Los tripulantes de cabina se encargan de preparar a los pasajeros para el aterrizaje. El capitán realiza su primer contacto con torre de Puerto Ordaz  y anuncia que tiene problemas para controlar la aeronave. El avión se estrelló en un campo de desechos de Sidor  a las 10:30 aproximadamente matando a 17 de las 51 personas a bordo, los dos pilotos fallecieron en el accidente.

## Accidente anterior
El 30 de agosto de 2008 del aeropuerto de Maiquetía despegó el Boeing 737-200, YV102T arrendado a Conviasa por la empresa hondureña Atlantic Air. Esa noche, minutos antes de aterrizar se estrelló en el aeropuerto de Latacunga, Ecuador.
La tripulación que murió en el siniestro, estaba integrada por el piloto Pedro Gustavo Mendiri Rangel, de 32 años de edad; el copiloto Gerardo José Rangel, de 41 años de edad, y el mecánico hondureño José Rosales. Los representantes legales alegaron que el piloto y el copiloto fueron obligados por sus superiores a realizar el vuelo porque el contrato de arrendamiento estaba por vencerse y la empresa no quería seguir pagando alquiler.
Ningún piloto accedió a hacer ese viaje porque el avión estuvo sin volar 11 meses desde septiembre de 2007, debido a que se le había caído un ala. Además tenía corrosión en el estabilizador y otras superficies. Los tripulantes no conocían la ruta ni el terminal de destino. A ello se agrega que el fabricante de la aeronave no autorizaba operarla en terminales aéreos cuya altitud de presión fuese de más de 8.300 pies. Esto demuestra qué las posibles causas del accidente se deban a mal mantenimiento de las aeronaves en Conviasa.

## Posibles causas
El 30 de diciembre de 2014 el Ministerio de Transporte Acuático y Aéreo de Venezuela publicó que la causa probable del accidente fue el mal funcionamiento del sistema central de alerta a la tripulación con activación errónea del sistema de alerta de pérdida. Los factores que contribuyeron fueron las debilidades de la gestión de recursos de la tripulación de vuelo, su pérdida de conocimiento de la situación, su coordinación inadecuada durante el proceso de toma de decisiones para hacer frente a situaciones anormales en vuelo, su falta de conocimiento del sistema de alerta de pérdida y su mal manejo del vuelo. control S. La aeronave se voló con dos condiciones anormales, la activación del sistema de alerta de pérdida y el desacoplamiento de los elevadores de la aeronave, requiriendo un esfuerzo constante por parte del piloto al mando para mantener el control de la aeronave. Hubo un manejo inadecuado de la aeronave en la fase final de aterrizaje, lo que llevó al comandante a realizar un gran esfuerzo en el control del vuelo antes del impacto. El nivel deficiente de habilidad emocional y cognitiva del comandante, la falta de liderazgo y los errores de juicio lo llevaron a tomar decisiones imprudentes. Ambos pilotos mostraron confusión, mala coordinación en cabina, fallas graves en la comunicación, desconocimiento de los sistemas de la aeronave y pérdida de conciencia situacional.